# Roberts Plūme (rodelåkare)
Roberts Plūme, född 6 mars 2000, är en lettisk rodelåkare.

## Karriär
Vid VM 2025 i Whistler tog Plūme silver tillsammans med Mārtiņš Bots i dubbel.